# دخان اليد الثالثة
دخان اليد الثالثة Third-hand smoke هو تلوث دخان التبغ الذي لا يزال قائما بعد إطفاء سيجارة، يشير الدخان المباشر إلى ما يتم استنشاقه في رئتي المدخن، في حين أن الدخان غير المباشر عبارة عن مزيج من دخان الزفير ومواد أخرى تترك الطرف المشتعل من السيجارة التي تدخل الغلاف الجوي ويمكن للآخرين استنشاقها. «THS» هو علم جديد صاغه فريق بحثي من مركز دانا فاربر/هارفارد للسرطان، حيث «اليد الثالثة» هي إشارة إلى بقايا التدخين على الأسطح بعد إزالة «الدخان غير المباشر».

## التعرض والآثار الصحية
يمكن أن يتعرض البشر لـ دخان اليد الثالثة من خلال الاستنشاق أو ملامسة الجلد أو الابتلاع. يمكن للعديد من الأسطح الشائعة تراكم مركبات دخان اليد الثالثة، بما في ذلك المفروشات والجدران والأرضيات والملابس. يُعتقد أن دخان اليد الثالثة قد يتسبب في أكبر ضرر للرضع والأطفال الصغار لأن الأطفال الأصغر سنًا هم أكثر عرضة لوضع أيديهم في أفواههم أو احتضانهم للمدخن بالسموم على جلدهم وملابسهم. يزحف الأطفال أيضًا على الأرض ويأكلون من أيديهم دون غسلهم أولاً، ويتناولون السموم في أنظمتهم التي لا تزال في طور التطور.
وفقًا لدراسة أجرتها نورثروب، يتعرض 22٪ من الرضع والأطفال لـ SHS/THS في منازلهم كل عام، ويشكلون نسبة كبيرة من 126 مليون غير مدخن يتعرضون لمنتجات التبغ الضارة سنويًا.
على الرغم من أن البحث محدود، إلا أن هناك العديد من الآثار الصحية الضارة التي تم ربطها بالتعرض لـ THS. ولدىه القدرة على إضعاف التئام الجروح عن طريق تغيير الاستجابة الطبيعية المضادة للالتهابات في الجسم، وإعادة تشكيل بنية الجهاز التنفسي بسبب زيادة رواسب الكولاجين في الشعب الهوائية، والتسبب في ضرر دائم للحمض النووي. تشمل الآثار الصحية الأخرى الربو وزيادة اعتلال السعال وأمراض الجهاز التنفسي الأخرى. إذا تعرضت الأمهات الحوامل لـ THS، فقد يؤدي ذلك إلى إبطاء نمو رئة الجنين في الثلث الثالث من الحمل. عند الأطفال، تم ربط التعرض لـ THS أيضًا بمتلازمة موت الرضع المفاجئ (SIDS) كعامل سبب محتمل، وتم ربطه أيضًا بالعجز المعرفي والذاكرة لدى الأطفال الذين ينمون. ما إذا كانت هذه العلاقات النظرية إلى حد كبير سببية بالفعل لدى البشر عند مستويات تعرض واقعية.
كما تم اختبار الدخان الخارجي في فحوصات خلايا مختلفة. ثبت أن تعرض الخلايا لـ THS يؤدي إلى مراقبة فواصل خيوط الحمض النووي، وتثبيط الانتشار، وموت الخلايا. وقد أثبت أكرولين أنه غاز دخان مستعمل قوي خصوصًا.

## المؤشرات الحيوية للمرض
من المهم الاعتراف بالمؤشرات الحيوية للدخان الخارجي لأنها تشير إلى شدة المرض ووجوده. في دراسة حديثة شملت الفئران، تم اكتشاف المؤشرات الحيوية لـ THS بعد أربعة أسابيع من التعرض الأولي بمستويات معادلة لتلك الموجودة في منازل المدخنين. استخدم الباحثون نظامًا يحاكي نظام التعرض للبشر ويبحث عن المؤشرات الحيوية الموجودة في المصل والكبد وأنسجة المخ في الفئران. ثم تعرضت الفئران لـ THS في أشهر مختلفة وفي وقت مبكر من شهر واحد، بدأت تظهر عليها علامات زيادة السيتوكينات الالتهابية المنتشرة، وعامل نخر الورم، وعامل تحفيز مستعمرة البلاعم المحببة، وزيادة هرمون الإجهاد الإبينفرين. استمر الضرر الناجم عن التعرض لـ THS بعد شهرين وأربعة وستة أشهر. وشملت هذه الأضرار الإجهاد التأكسدي والتلف الجزيئي. أصبحت بعض الفئران أيضًا فرط سكر الدم وفرط الأنسولين، مما قد يعني أن مقاومة الأنسولين يمكن أن تكون نتيجة للتعرض طويل الأمد. تشير هذه الدراسة إلى أن زيادة وقت التعرض لـ THS يمكن أن يكون لها آثار دراماتيكية. لا تزال هناك حاجة إلى دراسات إضافية مع الأشخاص لفهم الآثار المترتبة على THS بشكل كامل.